# Alan McLoughlin
Alan Francis McLoughlin (Mánchester, Inglaterra, 20 de abril de 1967-4 de mayo de 2021) fue un futbolista irlandés nacido en Inglaterra. Jugó de volante y participó en dos mundiales con Irlanda.

## Selección nacional
Fue internacional con la Selección de fútbol de Irlanda; jugó 42 partidos internacionales y anotó dos goles, teniendo su debut el 3 de junio de 1990 ante Malta.

### Participaciones en Copas del Mundo
| Mundial                        | Sede           | Resultado    |
| ------------------------------ | -------------- | ------------ |
| Copa Mundial de Fútbol de 1990 | Italia         | 4.º de final |
| Copa Mundial de Fútbol de 1994 | Estados Unidos | 8.º de final |

## Clubes
| Club                 | País       | Año       |
| -------------------- | ---------- | --------- |
| Manchester United FC | Inglaterra | 1985-1986 |
| Swindon Town         | Inglaterra | 1986-1987 |
| Torquay United       | Inglaterra | 1987-1988 |
| Swindon Town         | Inglaterra | 1988-1990 |
| Southampton FC       | Inglaterra | 1990-1992 |
| Portsmouth FC        | Inglaterra | 1992-1999 |
| Wigan Athletic       | Inglaterra | 1999-2001 |
| Rochdale AFC         | Inglaterra | 2001-2002 |
| Forest Green Rovers  | Inglaterra | 2002-2003 |